# Constantine (jogo eletrônico)
Constantine é um Jogo eletrônico de ação-aventura desenvolvido pela Bits Studios em parceria com a SCi Games e publicado pela THQ em 2005 para Microsoft Windows, Xbox e PlayStation 2, versões para o GameCube e Game Boy Advance foram canceladas.
O jogo é baseado no filme Constantine da Warner Bros. e na série de quadrinhos Hellblazer da DC/VERTIGO.

## História
O jogo é protagonizado por John Constantine (Hellblazer), personagem principal do filme Constantine e da série de histórias em quadrinhos, Hellblazer, que descobre que animais impuros estão de alguma forma atravessando para o reino da terra sem os devidos cuidados. Ele é então enviado por seu associado, Beeman, para investigar esse problema. Ao longo de sua investigação ele encontra-se com o Padre Hennessy, que fornece apoio, juntamente com o feiticeiro Storm Crow.
O jogo começa quando John é chamado para dissipar um demônio do corpo de uma menina em um hotel. Depois que o exorcismo é concluído, a menina acorda de sua hipnose, se sentindo melhor. A tela então corta para o escritório de Beeman, onde John está sendo informado que a linha entre o inferno e a terra foi enfraquecida. John então entra em uma poça no canto da sala, pronuncia um encantamento e vai ao Inferno.
Lá ele vê pessoas sendo perseguidas e atacadas por demônios, e então vê-as vir a ele. Dependendo da escolha do jogador na primeira parte do jogo, ele usa sua arma contra a Maldição da Bruxa, para matar esses demônios. Ele então começa a procurar em torno do Inferno para a primeira peça da Espingarda Sagrada, enquanto vê os horrores do Inferno com seus próprios olhos. Enquanto ele procura, mais almas são atacadas e mais demônios são vistos lutando contra John. Em um beco sem saída, ele encontra a segunda arma para o jogo da Maldição da Bruxa, mas é pego por um demônio semelhante a um pássaro que voou pelos céus do Inferno. Ele é derrubado e, em seguida, emboscado e então usa a ampola de água que estava carregando para sair do Inferno.
Agora equipado com o Crucificador, John procura o resto do armazém, encontrando uma grade que leva à sala do gerador. Ele desliga o poder e dirige para a área bloqueada, que é preenchido com água. John profere o encantamento e é enviado para o Inferno.